# Trachypus paulensis
Trachypus paulensis là một loài rêu trong họ Trachypodaceae. Loài này được (Broth.) Broth. mô tả khoa học đầu tiên năm 1906.